# Самойлов, Александр Владимирович (боксёр)
Александр Владимирович Самойлов (род. 2 марта 1987, Беркакит, Якутская АССР) — российский боксёр, чемпион и призёр чемпионатов России, чемпион Кубка Мира и Европы по боксу, победитель международных турниров. Мастер спорта России международного класса по боксу.

## Карьера
Александр Самойлов родился в посёлке Беркакит в Нерюнгринском районе Якутии.
Любительскую карьеру в боксе начал в 1993 году и выступал до 2015 года.
В 2007 году выполнил норматив мастера спорта России, на протяжении 6 лет входил состав сборной России по боксу.
В 2015 году завершил любительскую карьеру в боксе в звании мастера спорта России международного класса по боксу.
С 2016 года по настоящее время осуществляет тренерскую деятельность. Является спортивным судьей 1 категории.
В 2017 году был избран депутатом поселкового Совета депутатов городского поселения «Поселок Беркакит» Нерюнгринского раона республики Саха (Якутия).

## Спортивные достижения
- Кубок Мира среди нефтяных стран 2011[4] — ;
- Кубок Европы по боксу 2010[5] — ;
- Чемпионат России по боксу среди военнослужащих 2007 — ;
- Чемпионат России по боксу среди железнодорожников 2008 — ;
- Чемпионат России по боксу 2009 — ;
- Чемпионат России по боксу 2010 — ;
- Чемпионат России по боксу 2013 — ;
- Чемпионат России по боксу 2014 — ;
- Международный турнир AIBA по боксу памяти Героя Советского Союза Константина Короткова 2012[6] — ;
- Международный турнир Gee Bee Boxing 2011 — ;
- Мастер спорта России международного класса[7] — ;